# ميخائيل هاريس (ضابط بحري)
ميخائيل هاريس (بالإنجليزية: Michael Harris)‏ هو ضابط بحري بريطاني، ولد في 5 يوليو 1941.